# Vita di Dante
Vita di Dante è uno sceneggiato televisivo italiano, diretto da Vittorio Cottafavi su sceneggiatura di Giorgio Prosperi, trasmesso dalla Rai in tre puntate sull'allora Programma Nazionale dal 12 dicembre al 19 dicembre 1965.
Il teleromanzo faceva parte della trilogia delle Vite celebri curata da Angelo Guglielmi, comprendente anche Vita di Michelangelo, regia di Silverio Blasi, trasmessa l'anno prima, 1964, e Vita di Cavour, diretta da Piero Schivazappa, che sarebbe andata in onda nel 1967.

## Storia
Nei panni del sommo poeta Dante Alighieri era l'attore Giorgio Albertazzi, affiancato da Loretta Goggi (Beatrice Portinari dalla presenza "muta e simbolica"), Renzo Palmer, Luigi Vannucchi ed un cast di attori di vaglia, molti dei quali di formazione teatrale, con Riccardo Cucciolla presente come voce fuori campo in funzione di narratore.
Nell'economia della finzione televisiva, vengono alternati spezzoni di documentario ad episodi sceneggiati concernenti la vita di Dante, anche sotto l'aspetto politico, oltre che letterario, per i quali lo scenografo Cesarini da Senigallia ha concepito per la circostanza "un'ambientazione più evocativa che realistica". In questo quadro, il protagonista Albertazzi "tratteggia un Dante svincolato dall'iconografia tradizionale", mostrando di sé un aspetto meno tradizionale e maggiormente provocatorio.
Le tre puntate dello sceneggiato sono dedicate rispettivamente a tre distinti temi: l'amore, il valore, la salvezza.

## Critica
Lo sceneggiato, trasmesso nel settimo centenario della nascita di Dante, costituiva "un impegnato spesso riuscito tentativo di ricostruire la vita di Dante Alighieri evitando nel contempo le secche del «culturale» televisivo e anche quelle del teleromanzo facilone".
In questo senso, "le puntate migliori sono quelle imperniate sulla vita politica di Dante (la battaglia di Campaldino, gli scontri con la fazione dei guelfi di Corso Donati, lo scontro personale con papa Bonifacio VIII", qui interpretato da "un torvo e nevrotico" Claudio Gora).
Di eguale parere l'Enciclopedia della televisione secondo cui lo sceneggiato - che è tutt'altro che "una biografia romanzata" - funziona da "spunto per una rigorosa ricostruzione della vita del poeta", impegno affrontato dal regista Vittorio Cottafavi con l'ausilio dei collaudati Prosperi come sceneggiatore e Colasanti, costumista, già impiegati per la Vita di Michelangelo.